# Edna Mayo
Edna Mayo, nata Edna Lane (Filadelfia, 23 marzo 1895 – San Francisco, 5 maggio 1970), è stata un'attrice statunitense che, negli anni dieci, lavorò nel cinema muto.

## Filmografia
- Michael Arnold and Doctor Lynn, regia di Robert Z. Leonard (1914)
- The Key to Yesterday, regia di John Francis Dillon (1914)
- Aristocracy, regia di Thomas N. Heffron (1914)
- The Quest of the Sacred Jewel, regia di George Fitzmaurice (1914)
- The Million, regia di T.N. Heffron (1914)
- Stars Their Courses Change (1915)
- Mr. Buttles, regia di Joseph Byron Totten (1915)
- The Little Straw Wife, regia di Joseph Byron Totten (1915)
- The Lady of the Snows (1915)
- Graustark, regia di Fred E. Wright (1915)
- Frauds (1915)
- Means and Morals, regia di E.H. Calvert (1915)
- Vengeance (1915)
- The Greater Courage (1915)
- The Little Deceiver (1915)
- The Blindness of Virtue, regia di Joseph Byron Totten (1915)
- The Sky Hunters (1915)
- The Woman Hater, regia di Charles Brabin (1915)
- Caught
- The Scapegoat (1915)
- The Family Divided (1915)
- Despair, regia di J. Charles Haydon (1915)
- A Bit of Lace (1915)
- The Edge of Things (1915)
- The Warning, regia di Edmund Lawrence (1915)
- The Misleading Lady, regia di Arthur Berthelet (1916)
- The Strange Case of Mary Page, regia di J. Charles Haydon (1916)
- The Return of Eve, regia di Arthur Berthelet (1916)
- The Chaperon, regia di Arthur Berthelet (1916)
- Hearts of Love, regia di J. Charles Haydon (1918)